# Dasychernes panamensis
Dasychernes panamensis är en spindeldjursart som beskrevs av Volker Mahnert 1987. Dasychernes panamensis ingår i släktet Dasychernes och familjen blindklokrypare. Inga underarter finns listade i Catalogue of Life.